# Colt M1911
Colt M1911 je poluautomatski pištolj koji je služio kao uobičajeno naoružanje oružanih snaga SAD-a od 1911. do 1985. Učestalo se koristio tijekom Prvog svjetskog rata, Drugog svjetskog rata, korejskog rata i vijetnamskog rata. Pištolj M1911 se još uvijek koristi u američkoj vojsci. SAD je nabavio oko 27 000 000 pištolja M1911 i M1911A1 u vojnim ugovorima tijekom svog radnog vijeka. M1911 je zamijenio pištolj M9 kao novi standard američke vojske ranih 1990-ih. Zbog svoje je popularnosti među korisnicima i još nije u potpunosti ukinut. Suvremene inačice pištolja Colt 1911 u uporabi su unutar jedinica američke mornarice i marinskog korpusa. 
Colt M1911 je djelo Johna Browninga. Pištolj je bio veoma često kopiran. Zbog svog operativnog mehanizma postao je napredna i nadmoćna naprava 20. stoljeća. Kompaktne varijante su također popularne među civilima za prikriveno nošenje oružja, zbog toga što se ističe tankim oblikom i vatrenoj moći kalibra .45 ACP.

## Povijest

### Rana povijest i prilagodbe
Pištolj M1911 koji je nastao kasnih 1890-ih kao rezultat potrage za pogodnim poluautomatskim pištoljem koji bi zamijenio razne revolvere koji su tada bili u uporabi. Hiram S. Maxim je dizajnirao automatsku pušku 1880.-e, ali je bio previše zaokupljen strojnicama. Međutim, primjena načela njegova korištenja metka za energiju punjenja je dovelo do nekoliko samopunećih pištolja 1896. godine. Nacrt je privukao pozornost raznih vojski, od kojih je svaka započela programe kako bi pronašla jedan odgovarajući za svoje oružane snage. U SAD-u, kao takav program, dovest će do formalnog testa na prijelazu iz 19. u 20. stoljeće. Kada su se američke vojne jedinice borile s gerilcima Moro tijekom filipinsko-američkog rata s tada standardnim revolverima Colt M1892 (0,38 Long Colt), vidjelo se da je revolver bio neprikladan za ratovanje u džungli, osobito u zaustavnoj moći udara u metu.
General William Crozier odobrio je daljnje testiranje za novi službeni pištolj jer revolveri više nisu bili od velike pomoći. Pukovnik John T. Thompson je rekao da "Novi službeni pištolj ne smije imati manji kalibar od .45 ACP-a." i bilo je poželjno da bude u poluautomatskoj izvedbi. Među područjima uspjeha Colta koji je bio na testu krajem 1910.-e, nazočio je njegov izumitelj - John Browning. 6 000 rundi metaka je ispaljeno iz pojedinog prototipa M1911 tijekom 2 dana. Kad je pištolj postao vruć, jednostavno je stavljen u vodu da se ohladi. Colt 1911 prošao je bez prijavljenih kvarova. 

### Povijest uporabe
Nakon uspješnog ispitivanja, vojska je formalno usvojila Colt pištolj 29. ožujka 1911., čime dobiva svoju oznaku - M1911 (Model 1911). Mornarica i marinci su ga usvojili u 1913. Izvorno ga je proizvodila samo Coltova tvornica. Zahtjev za vatreno oružje proširio se je u Drugom svjetskom ratu kada je i oružarnica Springfield (Springfield Armory) koja je u vlasništvu vlade, počela proizvoditi pištolje. Bojno iskustvo u Prvo svjetskom ratu dovelo je do više malih vanjskih promjena izvršenih 1924. Nova verzija dobila je modificirani tip klasifikacije, M1911A1. Promjene u originalnom dizajnu bili su manje, a sastojale su se od kraćeg okidača, izrezima u okviru iza okidača, duža drška osigurača, širem prednjem ciljniku i pojednostavljenoj dršci. Oni koji nisu upoznati s dizajnom često ne mogu reći koja je razlika između dvije verzije na prvi pogled. Nema značajnih unutarnjih promjena, a dijelovi su međusobno ostali isti između M1911 i M1911A1.

### II. svjetski rat
U drugom svjetskom ratu je došlo do velike potražnje pištolja. Tijekom rata je oko 19 000 000 primjeraka nabavila vlada SAD-a za sve oružane snage, proizvodnju su obavljale 5 proizvođača: Remington Rand (900 000 pištolja), Colt (400 000), Ithaca Gun Company (400 000), Union Switch & Signal (50 000) i Singer (500). Toliko ih je puno bilo napravljeno da vlada nakon 1945. nije naručila nikakve nove pištolje i jednostavno su se koristili postojeći dijelovi zaliha za obnavljanje kada je to bilo potrebno. Tvrtka Singer proizvodila je Coltove u posebno visokoj cijeni za kolekcionare, bili pištolji u lošem ili dobrom stanju. Prije Drugog svjetskog rata, mali broj izvornih M1911 pištolja su proizvedeni pod licencijom norveške tvornice oružja Konsberg Vaapenfabrikk, njihovi M1911 pištolji su nazvani kao "Pistol M/1914" i neslužbeni poznati kao "Konsberg Colt"-ovi. Tijekom njemačke okupacije Norveške proizvodnja se je nastavila. Norveška nikada nije napravila kopiju standardnog M1911A1. Ti pištolji visoko su cijenjeni kod današnjih kolekcionara, s 920 primjeraka otisnutih nacističkim kodovima Waffenamt i nepoznatom količinom pištolja neoznačenih od strane norveškog pokreta otpora ("Matpakke-Colt" ili "Lunch Box Colt") koji su i najtraženiji. 

## Korisnici
•  Argentina

•  Bangladeš: elitna antiteroristička jedinica bangladeške policije (RAM)

•  Brazil: brazilska vojska koristi varijantu M1911 od tvrtke IMBEL koja se proizvodi u kalibru 9×19mm Parabellum, kod njih je pištolj znan kao M973

•  Bolivija

•  Kanada: kanadska vojska nije imala nikakvo službeno sekundarno oružje u Prvom svjetskom ratu i bilo je očekivano da vojnici nabave vlastito oružje, to se nastavilo sve do Drugog svjetskog rata. M1911 bio je popularan izbor mnogih časnika

•  NR Kina: Norinco izvozi klonove M1911 za civilnu kupnju. Kineska tvrtka za oružja je proizvodila pištolje kalibrirane za 7,62×25mm Tokarev nakon korejskog rata

•  Kolumbija

•  Kostarika

•  Dominikanska Republika

•  Istočni Timor

•  Ekvador

•  Fidži

•  Grčka

•  Gvatemala

•  Hong Kong: M1911 je bio pištolj korišten od nadzorne jedinice hongkonške policije, M1911 je zamijenjen pištoljem SIG-Sauer P250 i Glock 17

•  Haiti

•  Indonezija

•  Iran

•  Liberija

•  Litva: Oružane snage Litve

•  Luksemburg: M1911 je bio u službi 1. topničkog bataljuna od 1963. do 1967.

•  Malezija: korišten od Grup Gherak Khas jedinice malezijske vojske i od Pasukan Gerakan Khas antiterorističke jedinice malezijske policije

•  Meksiko

•  Treći Reich: korišteni pištolji zarobljenika u Drugom svjetskom ratu

•  Nikaragva

•  Norveška

•  Filipini

•  Španjolska

•  Južna Koreja: M1911 se proizvodi pod licencijom tvrtke S&T Daewoo i koristi ga ratno zrakoplovstvo 

•  Tajland: M1911 je u službi kraljevske tajlandske policije i vojske. M1911 je ondje znan kao ปพ.86 ili M1911A1

•  SSSR: tisuće pištolja je usvojeno tijekom ratne asistencije za vrijeme Drugog svjetskog rata

•  Ujedinjeno Kraljevstvo

•  SAD: M1911 je bivše sekundarno oružje oružanih snaga SAD-a. Pištolj je ostao u raznim službama u državi. FBI je kupio 5000 pištolja, a u srpnju je USMC naručio 12000 pištolja M1911 za 225 000 000$.

•  Zapadna Njemačka

•  Vijetnam

•  Zimbabve